# Iepure de vulcan
Iepurele de vulcan (Romerolagus diazi) este o specie de iepure mic ce viețuiește în munții din Mexic. Este al doilea cel mai mic iepure din lume, al doilea numai după iepurele pitic⁠(en)[traduceți] (Brachylagus idahoensis). Are urechi rotunjite mici, picioare scurte și o blană deasă, scurtă, și cântărește 386–602,5 g. Iepurele de vulcan trăiește în grupuri de 2 până la 5 indivizi în vizuini (cuiburi subterane) și obișnuiește să alerge prin hățișuri de iarbă. Vizuinile pot fi de până la 5 m în lungime și de până la 40 cm în adâncime. De obicei, rândurile de pui constă fiecare în câte 2 până la 3 pui, aceștia fiind născuți în vizuini. Cu toate acestea, în semi-captivitate, iepurii de vulcan nu realizează vizuini, iar puii sunt născuți în cuiburi făcute în hățișuri de iarbă.
Spre deosebire de multe specii de iepuri (dar similar iepurilor fluierători), iepurele de vulcan emite sunete foarte înalte în loc să bată solul cu tălpile pentru a avertiza alți iepuri de prezența pericolului. Este crepuscular⁠(en)[traduceți] și este foarte activ la amurg, zori și întreaga perioadă dintre ele. Populațiile au fost estimate ca având aproximativ 150–200 de colonii cu o populație totală de 1.200 de indivizi de-a lungul întregului lor areal. Uniunea Internațională pentru Conservarea Naturii a clasificat iepurele de vulcan drept specie pe cale de dispariție.

## Taxonomie
Specia Romerolagus diazi este singura specie extantă din genul Romerolagus și a fost descrisă în 1893 de Fernando Ferrari-Pérez⁠(en)[traduceți]. Genul Romerolagus a fost descris în 1896 de Clinton Hart Merriam⁠(en)[traduceți].

## Morfologie și anatomie

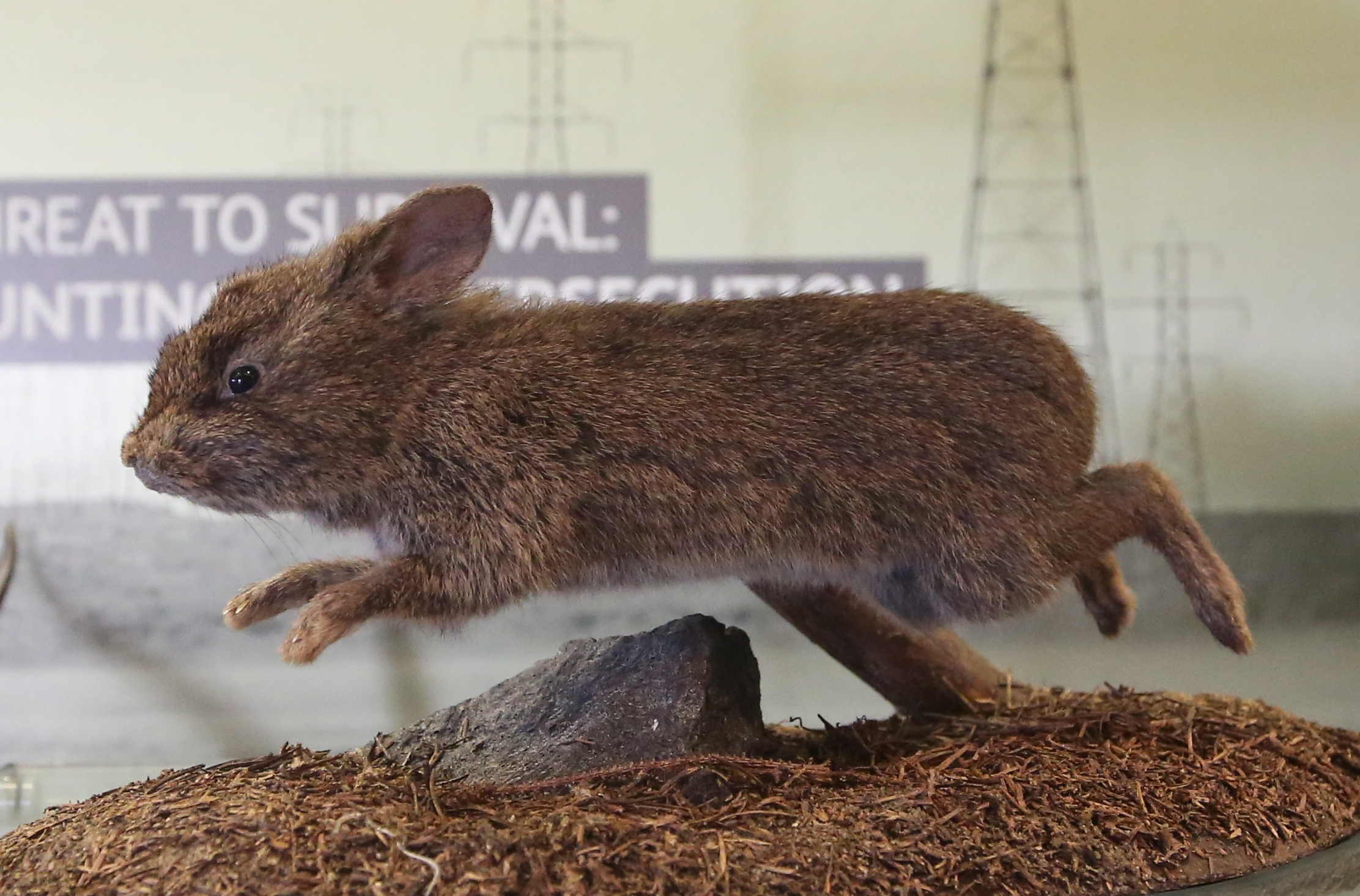
Un iepure de vulcan împăiat

Greutatea unui iepure de vulcan adult ajunge până la 500 g. Iepurele de vulcan are blană deasă, scurtă, a cărei culoare variază de la maro până la negru. Este un animal rozător care se deosebește de rozătoare (ordinul Rodentia) prin cele două perechi de incisivi superiori ce sunt concepuți pentru ros. Mărimea corpului său și dezvoltarea picioarelor sale din spate demonstrează cum are nevoie de covor vegetal suplimentar pentru a evita prădătorii. Iuțeala sa și dezvoltarea picioarelor sale din spate relativ cu mărimea corpului său sunt corelate de nevoia lor de acțiune de evitare. Iepurii de vulcan sunt relativ lenți și vulnerabili în habitate deschise; prin urmare, se simt în siguranță în zone cu covor vegetal mai bine-dezvoltat. Le este de asemenea greu să se reproducă în zone împrejmuite mici. Au o perioadă de gestație foarte restrânsă: într-un studiu, toate femelele au dat naștere puilor după 39 până la 41 de zile după copulație. Iepurii de vulcan creează pasaje similare cu cele create de rozătoarele din subfamilia Arvicolinae pentru a se deplasa prin habitatul propriu. Vizuinile constă în pâlcuri dese de iarbă, cu o lungime de 5 m și o adâncime de 40 cm. Dimensiunea lor mică este legată de obiceiurile alimentare selective ale iepurilor de vulcan.

## Răspândire și habitat
Iepurii de vulcan sunt o specie pe cale de dispariție endemică în Mexic. Mai exact, iepurele este originar de pe patru vulcani situați imediat la sud și est de Ciudad de México, cea mai mare dintre aceste regiuni vulcanice fiind în Parcul Național Izta-Popo⁠(en)[traduceți], alte zone cuprinzând vulcanii Chichinautzin și Pelado. Arealul iepurelui de vulcan a fost fragmentat⁠(en)[traduceți] din cauza perturbării umane în 16 parcele individuale. Vegetația din aceste parcele este predominantă pe pajiști native și cuprinde varietăți nearctice și neotropicale. Altitudinea acestor parcele este de 2.900 până la 3.660 m deasupra nivelului mări. Solul constă în principal din andosol⁠(en)[traduceți] și litosol⁠(en)[traduceți]. Climatul local este temperat, subumed, și are o temperatură anuală medie de 11 °C. Media anuală de precipitații este de aproximativ 1.000 mm. Pe parcelele care sunt populate cel mai intens de iepurii de vulcan, specii de plante Festuca tolucensis și Pinus hartwegii⁠(en)[traduceți] sunt mai abundente. Iepurii de vulcan prezintă o preferință puternică față de tipurile de habitate ce sunt categorisite ca păduri (sau zone cu copaci răsfirați) deschise de pin și păduri mixte de arin și pin. Activitatea umană din zonă a avut un impact semnificativ asupra habitatului preferat al iepurilor de vulcan. Oamenii au fragmentat habitatul iepurilor construind șosele, făcând agricultură, împădurind în mod necorespunzător (plantând copaci în locuri nepotrivite) și arzând vegetație și lăsând șeptelul să suprapășuneze. Fragmentarea ecologică a fost cauzată de discontinuitatea mediului.
Iepurii de vulcan sunt de obicei găsiți la altitudini ridicate. Aproape 71 % din iepurii de vulcan sunt găsiți în păduri de pin, păduri de arin și pe pajiști. Iepurii de vulcan sunt mai abundenți lângă ierburi dese, înalte, și vegetație adâncă, și sunt afectați negativ de perturbări antropogenice de mediu precum tăierea copacilor și arderea vegetației. Un studiu despre efectele schimbării climatice⁠(en)[traduceți] asupra metapopulațiilor iepurilor de vulcan a concluzionat că fluctuațiile climatului au afectat în principal iepurii de la marginea ariei lor locuibile. Arealul iepurelui de vulcan cuprinde un maxim de 280 km² de pajiști în zone situate la altitudine ridicată în Centura Neovulcanică Trans-Mexicană.
Ultima observare neconfirmată a speciei la Nevado de Toluca⁠(en)[traduceți] (unde istoric nu a fost documentată nicio colonie permanentă) a avut loc în august 2003 unde a fost observat un presupus iepure de vulcan. Totuși, din 1987 încoace, cercetarea dirijată de Hoth et al. asupra răspândirii iepurelui de vulcan încă de pe atunci nu găsise nicio înregistrare a acestei specii în Nevado de Toluca, incluzând situl unde Tikul Álvarez (IPN) colectase un specimen în 1975 (Nevado de Toluca, 4 km S, 2 km W Raíces, 3350 masl). Cu toate acestea, deși nu a fost documentată nicio colonie permanentă în Nevado de Toluca, iepurele de vulcan a fost declarat „extinct” pe această porțiune din arealul său în 2018; există populații în alte părți din Centura Neovulcanică Trans-Mexicană și în captivitate. Din cauza acestor aspecte, Uniunea Internațională pentru Conservarea Naturii (Red Data Book, IUCN 2019) nu mai menționează Nevado de Toluca ca sit actual sau potențial pentru răspândirea acestei specii.

### Administrarea habitatului
Grupul Specialist în Lagomorfe al IUCN/SSC a creat un plan de acțiune pentru iepurele de vulcan, care se axează pe necesitatea de a administra arderea și suprapășunarea habitatelor Zacatón⁠(en)[traduceți] ale sale și a impune legi care să interzică vânarea, capturarea și vânzarea sa. Au fost recomandate studii despre arealul geografic, rolul în habitatul propriu, dinamica populației și istoria evoluționară ale iepurelui de vulcan.

## Dietă
Iepurele de vulcan se hrănește în principal cu graminee precum Festuca amplissima⁠(en)[traduceți], Muhlenbergia macroura, Jarava ichu⁠(en)[traduceți] și Eryngium rosei. Iepurele folosește aceste plante și drept covor vegetal care îl ajută să se ascundă de prădători. M. macroura a fost găsită în 89 % dintre excrementele iepurilor de vulcan, ceea ce sugerează că aceasta alcătuiește baza dietei lor, dar actualmente nu furnizează energia necesară și nu satisface nevoile nutriționale ale iepurilor. Suplimentându-și dietele cu alte 15 specii de plante, iepurii de vulcan reușesc să aibă parte de o nutriție adecvată. Iepurii consumă de asemenea frunze, frunziș și flori neselectiv atunci când condițiile sunt rele, căci pierderea habitatului a eliminat o mare parte din sursele lor de hrană. De fapt, obținerea proteinelor este principalul factor ce limitează mărimea populațiilor de pe toți cei patru vulcani pe care se găsește specia. Un studiu a arătat că mulți indivizi ai populației suferă de foamete și de pierderi serioase în greutate.
Schimbările sezoniere afectează și ele foarte mult dieta iepurelui de vulcan. Gramineele pe care le consumă în mod normal sunt abundente în timpul sezonului ploios. În timpul sezonului secetos, iepurele de vulcan se hrănește din arbuști și copaci mici, precum și din alte plante lemnoase. Pe durata iernii, aceste plante lemnoase alcătuiesc majoritatea dietei lor, precum și materialul principal de construcție pe care îl folosesc la cuiburi.

## Declin
Numeroase studii efectuate în anii 1980 și 1990 s-au pus de acord asupra faptului că habitatul iepurelui de vulcan se micșora din cauza unei combinații de cauze antropogenice și naturale. Există dovezi că arealul său s-a micșorat semnificativ în ultimii 18.000 de ani din cauza unei creșteri de 5–6 °C în temperatura predominantă, iar răspândirea iepurelui de vulcan este acum divizată în 16 petice. Fragmentarea răspândirii iepurelui de vulcan este o consecință a unui trend de încălzire pe termen lung care a făcut iepurele să urce la altitudini din ce în ce mai mari și a construirii relativ recente de șosele care îi despart habitatul.
Scăderile în populațiile iepurilor de vulcan s-au petrecut din cauza unui număr de schimbări asupra vegetației, climatului și prin urmare a înălțimii. Iepurele de vulcan este extrem de vulnerabil la efectele schimbării climatului și la alte intruziunii antropogenice din cauza arealului său extrem de limitat și a dietei specializate. Peticele de vegetație folosite de iepurele de vulcan pentru supraviețuire devin fragmentate, izolate și tot mai mici, făcând mediul să fie mai deschis și prin urmare mai puțin adecvat pentru supraviețuire. Deoarece iepurele de vulcan populează zona ce înconjoară Ciudad de México, cea mai populată regiune a Mexicului, acesta a suferit de pe urma unui grad foarte ridicat de distrugere a habitatului.
Iepurele cu coadă de bumbac, Sylvilagus, se extinde în nișa iepurelui de vulcan, dar nu există „nicio dovadă că selecția habitatului [a iepurilor de vulcan] este o reacție la excluderea competitivă”. Iepurele de vulcan a fost grav presat de intruziunea umană din habitatul său. Perturbarea antropogenică le permite altor specii de iepuri să prospere pe pajiști, crescând competiția cu iepurele de vulcan.
Au fost înmulțiți iepuri de vulcan în captivitate, dar există dovezi că specia pierde o cantitate semnificativă de diversitate genetică atunci când se reproduce în astfel de condiții. Un studiu comparativ efectuat pe iepuri de vulcan captivi și sălbatici a descoperit că cei din urmă au pierdut o cantitate substanțială de locusuri de ADN, iar unele specimene au pierdut 88 % din propria variabilitate genetică. A fost, totuși, un locus a cărui variabilitate a fost mai ridicată decât a celui al populației sălbatice.

## Amenințări și eforturi de conservare
Printre amenințările iepurelui de vulcan se numără tăierea copacilor, recoltarea gramineelor, pășunatul șeptelului, distrugerea habitatului, extinderea urbană, construirea de șosele și incendiile de pădure prea frecvente. Amenințările au provocat o pierdere de 15–20 % din habitatul iepurelui de vulcan în timpul ultimelor trei generații. Vânătoarea este o altă amenințare pentru iepurele de vulcan, în ciuda faptului că specia Romerolagus diazi este listată în Anexa I a CITES și vânarea sa este ilegală conform legii mexicane. Totuși, mulți oameni nu sunt conștienți de faptul că iepurele de vulcan este protejat, iar oficialitățile nu impun protecția în mod adecvat. Vânătoarea, pășunatul șeptelului și incendiile pot vătăma iepurii de vulcan chiar și în parcuri naționale care sunt protejate.
Ca eforturi de conservare, au fost înființate diverse programe de înmulțire în captivitate a iepurilor de vulcan cu succes relativ, dar mortalitatea infantilă în captivitate este ridicată. Uniunea Internațională pentru Conservarea Naturii a clasificat iepurele de vulcan drept specie pe cale de dispariție.